# Albategnius (kráter)

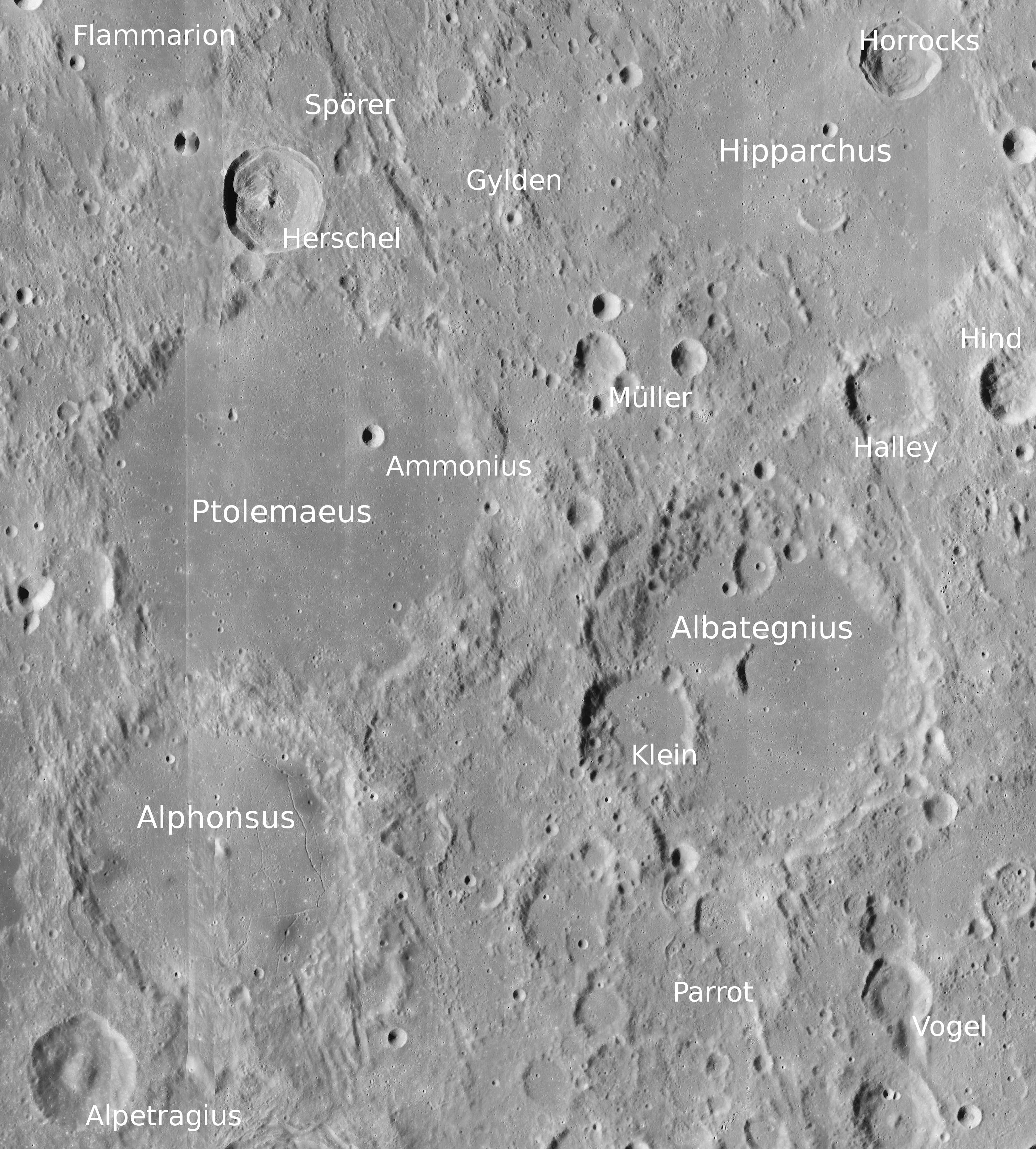
Poloha kráteru Albategnius.

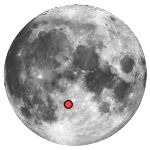
Poloha kráteru Albategnius na přivrácené straně Měsíce.

Albategnius je starý impaktní kráter typu kruhového pohoří, nacházející se blízko nultého poledníku na přivrácené straně Měsíce. Má průměr 136 km. Dno kráteru tvoří valovou rovinu, obsahuje řadu menších kráterů (tzv. kráterových jamek). Je zde i centrální vrcholek nazvaný Albategnius alfa (α). Jeho okrajový val je na jihovýchodě porušen mladším kráterem Klein a po zbývajícím obvodu mnoha dalšími impakty meteoritů, sesuvy a údolími.
Západo-severozápadně leží rozlehlá valová rovina Ptolemaeus, západo-jihozápadně kráter Alphonsus. Severo-severovýchodně lze nalézt menší kráter Halley a ještě dále rozlehlý Hipparchus, jiho-jihovýchodně se nachází Vogel. Jižně s Albategniem sousedí silně rozrušený kráter Parrot.

## Název
Pojmenován je podle arabského astronoma Muhammada ibn Džábira al-Battáního. Podobně jako mnoho dalších kráterů jej pojmenoval italský astronom Giovanni Battista Riccioli, jehož měsíční nomenklatura z roku 1651 se stala standardem. Předchozí astronomové dali kráteru jiné názvy; nizozemský astronom Michael van Langren jej na své mapě z roku 1645 uvádí jako „Ferdinandi III Imp. Rom.“ po habsburském panovníkovi Ferdinandu III. Habsburském a Johannes Hevelius jej nazval „Didymus Mons“.

## Satelitní krátery
V okolí se nachází několik dalších kráterů. Ty byly označeny podle zavedených zvyklostí jménem hlavního kráteru a velkým písmenem abecedy.
| Albategnius | Sel. šířka | Sel. délka | Průměr |
| ----------- | ---------- | ---------- | ------ |
| A           | 8.9° J     | 3.2° V     | 7 km   |
| B           | 10.0° J    | 4.0° V     | 20 km  |
| C           | 10.3° J    | 3.7° V     | 6 km   |
| D           | 11.3° J    | 7.1° V     | 9 km   |
| E           | 12.9° J    | 6.4° V     | 14 km  |
| G           | 9.4° J     | 1.9° V     | 15 km  |
| H           | 9.7° J     | 5.2° V     | 11 km  |
| J           | 11.1° J    | 6.2° V     | 7 km   |
| K           | 9.9° J     | 2.0° V     | 10 km  |
| L           | 12.1° J    | 6.3° V     | 8 km   |
| M           | 8.9° J     | 4.2° V     | 9 km   |
| N           | 9.8° J     | 4.5° V     | 9 km   |
| O           | 13.2° J    | 4.2° V     | 5 km   |
| P           | 12.9° J    | 4.5° V     | 5 km   |
| S           | 13.3° J    | 6.1° V     | 6 km   |
| T           | 12.6° J    | 6.1° V     | 9 km   |